# Oscar Pelosi
Oscar Pelosi (Ariano Irpino, 25 luglio 1938 – Pian del Voglio, 12 maggio 1996) è stato un pittore e incisore italiano, profondo cultore della storia dell'arte napoletana.

## Biografia
Nasce il 25 luglio 1938 ad Ariano Irpino in provincia di Avellino  da Ernesto, funzionario delle Poste originario di Frigento, e Clelia Di Livio di Ariano Irpino. Oscar ha un fratello, Elio, anch'egli artista, e due sorelle Giovanna e Raffaella.
Dopo aver vissuto ad Ariano Irpino, Avellino e Portici, nel 1947 si trasferisce a Napoli, dove risiede fino al 1973. 
Nel 1957 consegue la licenza inferiore in decorazione pittorica presso l'Istituto d'Arte di Napoli e si diploma Maestro d'Arte nel settembre del 1964, avendo tra i suoi maestri Carlo Verdecchi e Salvatore Striccoli dei quali ricorderà sempre con affetto consigli e lezioni, preziosi per la sua carriera.
Il 4 marzo 1960 presta il servizio militare nel 28º Reggimento Fanteria “Pavia” di Pesaro e si congeda l'11 luglio dell'anno successivo. 
Durante la leva, il giovane realizza dei dipinti di paesaggio marino e dell'entroterra marchigiano e, per il giorno del suo congedo, esegue un disegno a china “Inno alla libertà raggiunta”.
L'artista si fa conoscere appena ventenne con il suo stile inconfondibile, dipingendo paesaggi, interni, nature morte, soggetti sacri e ritratti, ma una volta liberatosi dalle reminiscenze accademiche – attraverso varie esperienze ed un intenso e scrupoloso lavoro – assume un proprio “carattere” e, con libertà di linguaggio pittorico, si associa all'esiguo drappello di artisti che sul finire degli anni sessanta, proponevano una nuova figurazione con chiaro riferimento alla visione estetica contemporanea, partecipando a numerose mostre, rassegne e collettive nazionali, catturando l'interesse e l'attenzione dei critici. 
Oscar Pelosi fa parte della generazione di “rincalzo” della pittura napoletana aperta a nuove visioni già di linguaggio europeo.
Così lo descrive lo storico dell'arte Piero Girace: "Un ritrattino di Oscar Pelosi non è difficile a farsi. Piccolo di statura, vivacissimo, svelto, sembrerebbe uno spiritello. Salvatore Di Giacomo l'avrebbe soprannominato “acino di pepe”. E del pepe vi è in tutto il suo essere, nel suo modo di esprimersi, nella sua pittura, nei suoi occhi maliziosi."
Il 18 ottobre 1964 sposa Maria Petrone da cui avrà due figli: Vincenzo e Leonardo.
Nel febbraio del 1965 inaugura e dirige a Napoli (Vomero), con il fratello Elio, la Galleria “La Tavolozza”, che presto diviene luogo di ritrovo per giovani artisti, personaggi dello spettacolo, della musica e della cultura partenopea come Ettore de Mura, Roberto Murolo e Nunzio Gallo e meta di frequentazione anche del cantante Memo Remigi e dell'attore Carlo Dapporto. 
Nel 1966, all'età di ventotto anni, la sua prima mostra personale allestita nelle sale del Palazzo Comunale di Torre del Greco, riscuote vivo successo di critica e di pubblico.
Nel 1968 conosce il noto scrittore napoletano Michele Prisco, con cui stringe una fraterna amicizia.
Nel 1969 si svolge la sua prima importante e significativa mostra personale alla Galleria La Tavolozza, che sarà poi ospitata invariata alla Galleria delle Colonne a Milano. Alla personale milanese presenzia l'attore Ernesto Calindri.
Oscar Pelosi è tra i fondatori del gruppo Libere Tendenze M.A.V (Movimento Artistico Vomero) e del gruppo “Enne 4” insieme agli amici pittori Mario Buonoconto, Vincenzo Cerino e Salvatore Vitagliano, presentato nel 1969 alla Galleria d'Arte di “San Carlo” di Napoli; è inoltre firmatario del Manifesto “Presenza 73”, illustrato alla medesima Galleria di "San Carlo" e il trasfert dell'immagine "Blow Fire" alla Galleria La Tavolozza. Entrambi i Manifesti testimoniano l'importanza del pensiero a sostegno dell'opera d'arte ed in particolare del valore “contenutistico” dell'arte figurativa evidenziando, in essa, il concetto di attualità intesa non come momento attuale, che come tale è già parte del tempo e quindi del passato, bensì come principio informatore dell'essere in quanto è. 
A contatto con gli esponenti transalpini della “Nouvelle Realité” e forte dei suoi studi sul Caravaggio ed i maestri del Seicento napoletano, a partire dai primi anni settanta l'artista porta all'esasperazione il suo linguaggio figurale, utilizzando immagini eclatanti per rappresentare drammi umani con la dolorosa sospensione con la quale meditavano e si esprimevano prima di lui i maestri del passato. Oscar Pelosi, infatti, è tra i primi iperrealisti italiani e, facendo ricerca su questa linea, ha preso parte a numerose rassegne in Italia, Francia, Germania, Svizzera e Stati Uniti. 
Dopo aver lavorato per alcuni anni a Cremona (dal 1973 al 1976), dove insegna pittura e disegno presso L'istituto privato “Gruppo Artistico Leonardo” e ad Albenga (dal 1976 al 1983), nell'estate 1983 si trasferisce con la famiglia a Pavona di Albano Laziale, nella quiete dei Castelli Romani, entrando in contatto con la cultura pittorica romana. A Roma conosce i Maestri Bruno Canova e Mino Maccari.
Nel 1993, con il fratello Elio e alcuni amici artisti, fonda L'Associazione Culturale “il Pavone”, dedicandosi all'organizzazione di mostre, convegni e attività didattiche. Nella primavera del 1994, in occasione di una mostra collettiva degli artisti dell'Associazione, organizzata presso la Villa Comunale “Contarini” di Pavona, è invitato il Vescovo di Albano Dante Bernini e il noto fotografo e “Premio Oscar” Vittorio Storaro. 
Dopo diciotto lungi anni, lontano dalla sua amata Napoli, il Maestro torna nella sua città nel 1993 con l'ultima e significativa mostra personale allestita nel suggestivo spazio espositivo della “Sala delle Carrozze” del Palazzo Reale.
L'artista muore tragicamente con la moglie in un incidente stradale a Pian del Voglio, nei pressi di Bologna, il 12 maggio 1996.

## Giudizio critico
(Elda Fezzi)
Si sono interessati alla sua pittura critici e storici dell'arte qualificati e scrittori quali: Grazia Ancillari, Carlo Barbieri, Simonetta Bellesi, Fabio Benedettucci, Marziano Bernardi, Nicolina Bianchi, Gianni Bruno, Angelo Calabrese, Gabriele Cametti Aspri, Lorenzo Canova, Armando Capri, Domenico Cara, Carlo Fabrizio Carli, Luigi Carluccio, Elvira Cassa Salvi, Alberto Chiappani, Vittorio Como, Eolo Costi, Giacomo Danesi, Federico de Angelis, Mario De Micheli, Floriano De Santi, Raffaella Del Puglia, Guido Della Martora, Pasquale De Orsi, Salvatore Di Bartolomeo, Angelo Dragone, Giovanni Ferro, Elda Fezzi, Anton Friedt, Lucio Garzia, Piero Girace, Gino Grassi, Irta, Fausto Lazzari, Marciano Leonardi, Mario Lepore, Bruno Lucrezi, Guido Luzzato, Ezio Maglia, Mario Maiorino, Franco Mancini, Giorgio Mascherpa, Daniela Matteucci, Filiberto Menna, Elio Mercuri, Bruno Minolfi, Mario Monteverdi, Ignazio Mormino, Pierangelo Negri, Carlo Occhipinti, Mario Passeri, Giuseppe Passarelli, Aldo Passoni, Vincenzo Pelosi, Mario Perazzi, Corrado Piancastelli, Marilena Pomian Pomianowsky, Mario Portalupi, Michele Prisco, Nicola Pugliese, Michele Quatra, Paolo Ricci, Nino Riva, Ciro Ruju, Alberigo Sala, Salvatore Schembri, Alfredo Schettini, Rodolfo Scogliamiglio, O. Tani, Mario Stefanile, Giuseppe Tedeschi, Alberto Tira, Angelo Trimarco, Padre Stefano Troiani, Aldo Vaglia, Vice, André Verdèt, T. Woltman.

## Mostre

### Mostre collettive
1959
- Rassegna di pittori napoletani, Galleria ‘Vanvitelli’, Napoli.

1960
- Mostra collettiva Nuova alternativa, Galleria ‘Vanvitelli’, Napoli.

1962
- Rassegna Arte giovane oggi, Galleria ‘Vanvitelli’, Napoli.

1963
- Rassegna Panorama della giovane pittura campana, ‘Palazzo Comunale’, Torre del Greco, (Napoli).

1965
- Mostra collettiva, Galleria ‘La Tavolozza’, Napoli.
- Mostra collettiva Premio Casciaro, Vico Equense, (Napoli).

1966
- I° Concorso Nazionale di Pittura Estemporanea, Sant'Anastasia, Napoli.
- Mostra collettiva, Galleria ‘La Tavolozza’, Napoli.
- 3ª Mostra Nazionale d'Arte Sacra, S. Maria La Bruna, Napoli.
- 1ª Rassegna Primavera della Pittura, Napoli.
- Mostra di Artisti Napoletani, Chianciano Terme.
- 7ª Biennale Nazionale d'Arte Sacra Contemporanea, galleria ‘San Petronio’, Bologna.
- Rassegna d'Arte Intermar, Varese.
- Concorso Nazionale della Tavoletta. Premio Luigi Crisconio, San Giorgio a Cremano, (Napoli).
- Mostra collettiva d'Arte Sacra, chiostro del Carmine Maggiore, Napoli.
- Mostra collettiva, Galleria ‘Caracciolo’, Napoli.

1967
- Mostra collettiva '67, Galleria ‘La Tavolozza’, Napoli.
- Rassegna d'Arte Polifonico Scarlatti, Napoli.
- 1ª Rassegna d'Arte Contemporanea, Lastra a Signa, (Firenze).
- V° Concorso Internazionale Premio Castello di Serravalle, Repubblica di San Marino.
- 2º Concorso Nazionale di pittura Contemporanea, Città di Montefalcione, (Avellino).
- 1ª Rassegna Nazionale L'Arte del Sannio, Benevento.
- 3ª Biennale di Pittura Cooperativa Muratori, Mirandola, (Modena).
- 1ª Mostra Le due Muse, XV Festival della canzone napoletana, ‘Circolo della Stampa’, Napoli.
- Premio di Pittura Renato Ferrara, Cervinara, (Avellino).

1968
- Mostra collettiva del gruppo M.A.V.,Galleria ‘La Tavolozza’, Napoli.
- Mostra collettiva Natale '68, galleria ‘La Tavolozza’, Napoli.
- 1ª Rassegna di Pittura Alberto Portolano, ‘Museo Pignatelli’, Napoli.
- Rassegna del gruppo M.A.V., ‘Palazzo Fazzari’, Catanzaro.
- Concorso Nazionale Intermar, Varese.
- 2º Premio Nazionale di Pittura Città di Caserta, Caserta.
- 2ª Rassegna d'Arte Contemporanea, Lastra a Signa, (Firenze).
- 1ª Rassegna di Pittura Napoli 1968, Galleria ‘San Petronio’, Bologna.

1969
- Concorso Nazionale Guido Casciaro, Vico Equense, (Napoli).
- Mostra collettiva, Galleria ‘La Tavolozza’, Napoli.
- Concorso Nazionale INAIL, Roma.
- Concorso Nazionale delle Arti Città di Sulmona, Sulmona.
- Mostra del gruppo N4, Galleria ‘San Carlo’, Napoli.
- 3º Premio Nazionale di Poesia e di Pittura, ’Sezione Democristiana di Mergellina’, Napoli.

1970
- Concorso Nazionale delle Arti Città di Sulmona, Sulmona.
- Mostra di Grafica Internazionale, ‘Centro Arte Europa’, Napoli.
- 1ª Triennale Nazionale di Pittura Contemporanea Mario Sironi, Napoli.
- Rassegna Internazionale Grafica Oggi, Galleria ‘Linea Tempo’, Messina.
- Rassegna di Pittura Contemporanea, Centro Culturale ‘La Siesta’, Castelvolturno, (Caserta).
- Mostra collettiva L'arte nell'arredamento, ‘Nouvelle Gallery’, Napoli.
- Rassegna d'Arte Contemporanea, Galleria ‘San Carlo’, Torino.

1971
- Mostra del gruppo N4, Galleria ‘San Carlo’, Napoli.
- Esposizione d'Arte Contemporanea, ‘Studio 83’, Napoli.
- Concorso Nazionale delle Arti Città di Sulmona, Sulmona.
- 7ª Rassegna di Pittura Contemporanea al Salone Internazionale dell'automobilista, mostra d'Oltremare, Napoli.
- Mostra itinerante Esempi d'Arte Contemporanea, Messina, Mazzarò, Taormina, Acireale, Palermo.
- 2ª Biennale d'Arte, San Giovanni Rotondo, (Foggia).
- Mostra collettiva, Gracco – Pelosi – Vitagliano, Galleria ‘San Marco’, Diano Marina, (Imperia).

1972
- 7ª Rassegna d'Arte del Mezzogiorno, ‘Museo Pignatelli’, Napoli.
- Rassegna d'Arte Giovane pittura tra la prima e la terza generazione, ‘Antichi Arsenali’, Amalfi.
- 1ª Exposition Exchance Artistique Nord-Sud, ‘Circolo dei Forestieri’,  Sorrento.
- 1ª Rassegna Internazionale di Pittura e Grafica, ‘Auditorium’, Pompei.
- Rassegna Internazionale d'Arte, ‘Palazzo degli Uffici’, Villaggio Coppola, Castelvolturno, (Caserta).
- Rassegna Internazionale d'Arte Grafica, Galleria ‘Linea Tempo’, Messina.

1973
- Mostra collettiva di Maestri Contemporanei, Galleria ‘L'Approdo', Napoli.
- Mostra collettiva Presenza 73 e il transfert dell'immagine (Blow Fire), Galleria ‘Giada’, Napoli.
- Mostra d'Arte Trofeo Italia, ‘Circolo Artistico Politecnico’, Napoli.
- Mostra collettiva, Disegni politici di artisti italiani, Galleria ‘23', Cremona.
- Mostra collettiva, Diffrazione in visione Proposta 73, Galleria ‘Turchetto’, Napoli.

1974
- Mostra di Pittura d'Impegno Civile, ‘Palazzo del Comune’, Taranto.
- Rassegna Opinioni-Contro, Centro d'Arte ‘Prospettive’, Napoli.
- Rassegna Premio Mazzacurati, Teramo.
- Mostra d'Arte sulla Resistenza in Cile, ‘Palazzo Civico’, Cremona.
- Mostra di pittura, Arte e impegno civile, ‘Palazzo Civico’, Cremona.
- Rassegna Internazionale Arte/Presente: pittori e scultori della terza generazione italiani e stranieri, ‘Antichi Arsenali’, Amalfi.
- Rassegna d'Arte sulla Resistenza, ‘Palazzo Civico’, Cremona.
- Rassegna Internazionale itinerante Il Cile come la Comune, Parigi, Milano, Roma.
- Rassegna L'uomo/la città. Pittura e scultura 1960-1974, ‘Museo Civico’, Saronno.
- IKI. Internationaler Markt für aktuelle Kunst, Düsseldorf.
- Esposizione arte grafica e designers, Busto Arsizio, (Varese).
- Rassegna d'Arte Italiana Contemporanea, Malta.
- Rassegna Premio Suzzara, “Lavoro e lavoratori nell'arte”, Suzzara, Mantova.

1975
- V° Premio Accademia Pontano, Napoli.
- Rassegna d'Arte. Festival Provinciale de L'Unità, mostra d'Oltremare, Napoli.
- Arte Fiera, Bologna.

1976
- Rassegna Campania PropostaUno, Galleria ‘Vanvitelli, Napoli.
- Arte Fiera, Bologna.
- Rassegna d'Arte. Festival Nazionale de L'Unità, mostra d'Oltremare, Napoli.
- Expo Arte, Bari.
- Rassegna d'Arte. Festival de L'Unità Città di Sarno, (Salerno).
- 1ª Mostra Realtà alternativa, ‘Centro d'Arte Anfiteatro', Pozzuoli, (Napoli).
- 1ª Rassegna di Grafica Internazionale della Grafoteca di Berlino, Berlino.
- III° Concorso Biennale di Pittura Città di Soresina, (Cremona).

1977
- Rassegna d'Arte Linearte 77, ‘Circolo Artistico Politecnico’, Napoli.
- Mostra Nazionale Arti Visive, ‘Maschio Angioino’, Napoli.
- Mostra d'arte itinerante dell’Imperialismo, (USA, Francia, Italia), Virginia, Parigi, Milano.

1978
- Mostra d'Arte Contemporanea Italia Oggi, ‘Helios Gallery’, Virginia, USA.
- VII° Premio Città di Qualiano, Napoli.
- Mostra d'Arte Contemporanea, Galleria ‘Il Cantuccio’, Ischia, (Napoli).
- Rassegna Nazionale Arte-Sud, ‘Centro Culturale Baltazar’, Napoli.
- Rassegna di opere di artisti contemporanei. Centro d'Arte Lino Malagnini, Saronno.

1979
- Rassegna L'Iperrealismo. L'Immagine fotografica nella pittura, Napoli.
- Rassegna d'Arte Premio Città di Caserta.
- Rassegna Un'Immagine per la città, ‘Circolo Artistico Politecnico’, Napoli.
- Rassegna Nuovi aspetti della Pittura Contemporanea, Napoli.
- Rassegna L'arte e Umanità, ‘Palazzo Reale’, Napoli.

1980
- Rassegna Nazionale di Fotopittura, Sorrento.
- Incontri Internazionali d'Arte, ‘Valtour’, Messina.
- 2ª Biennale d'Arte Città di La Spezia.
- Rassegna d'Arte. Festival de L'Unità, ‘Priamar’, Savona.
- Rassegna d'Arte Contemporanea Premio Salvo d'Acquisto, San Giorgio a Cremano, Napoli.

1982
- Iª Mostra itinerante, ‘Palazzo delle Manif.ni', Salsomaggiore Terme, Lerici, La Spezia.
- Rassegna d'Arte Contemporanea, ‘Centro d'Arte Il Tarlo', Lugano.

1983
- 3ª Biennale d'Arte Città di La Spezia.
- Mostra collettiva, Artisti per un bestiario, Galleria ‘Aquarius’, Cremona.

1985
- Rassegna d'Arte Contemporanea Premio San Domenico, Barra, (Napoli).

1986
- XIII Premio Sulmona. Mostra Nazionale di Pittura Contemporanea.

1987
- XIV Premio Sulmona. Mostra Nazionale di Pittura Contemporanea.
- Rassegna di Maestri Contemporanei, Galleria ‘Scarlatti’, Napoli.

1988
- XV Premio Sulmona. Mostra Nazionale di Pittura Contemporanea.
- Rassegna Internazionale Poetiche del post-moderno, ‘Complesso Monumentale San Michele’, Roma.
- Fiera d'Arte Prix cinque stelle, Genova.
- Expo Arte, Bologna.

1989
- XVI Premio Sulmona. Mostra Nazionale di Pittura Contemporanea.
- Rassegna Passato-presente tra archeologia e arte contemporanea, Agrigento.
- Mostra collettiva Il mondo femminile nell'arte, Napoli.
- I° Premio Vetrina giardino d'inverno. Art Work Hrow, Avellino.

1990
- XVII Premio Sulmona. Mostra Nazionale di Pittura Contemporanea.
- Rassegna Messaggio visivo e comunicazioni, Bari.
- Rassegna La poetica del segno, ‘Centro d'Arte della Maddalena', Catania.
- 3ª Rassegna di Maestri Contemporanei, ‘Società Sterling Europea’, Palermo.
- Rassegna La civiltà delle immagini, incontro Italia-USA-Allied Force Sud Europa, Brindisi.
- Mostra itinerante Prospettive nuove, Roma, Latina, Fondi, organizzata dalla ‘Sterling Europea’.
- Mostra di Maestri Contemporanei, Lecce.

1991
- XVIII Premio Sulmona. Mostra Nazionale di Pittura Contemporanea.
- Rassegna Arte Oggi, Latina.
- Partecipazione agli incontri Internazionali Arte-scienza, spettacolo del Prix Italia '91, organizzato dalla RAI e dal Museo ambiente ‘Villa Lauri’, Pollenza, (Macerata).
- Rassegna Maestri del ‘900: Passato-presente, Alcamo.
- Rassegna Arte per la Vita, organizzata dall'AVIS, Macerata.
- Rassegna Trends 2000, settimana ecologica organizzata dalla Fondazione Di Paolo, Macerata.

1992
- XIX Premio Sulmona. Mostra Nazionale di Pittura Contemporanea.
- Rassegna Incontri con l'autore, promossa e organizzata dalla ‘Sterling Europea’, Roma.
- Mostra Neorealismo e Transavanguardia, ‘Salone Internazionale dell'Expo di Bologna.
- Rassegna Le avanguardie storiche e il post-moderno, Complesso Monumentale ‘San Michele’, Roma.

1993
- XX Premio Sulmona. Rassegna Internazionale d'Arte Contemporanea.
- Expo Arte, Bari.
- Mostra collettiva, ‘Villa Contarini’, Pavona, (Roma).
- Rassegna IterArt International. Mostra in cassaforte – Telethon '93. Banca Nazionale del Lavoro, Ancona.

1994
- Mostra collettiva, Galleria ‘Fidelfo’, Tolentino, Macerata.

1995
- XXII Premio Sulmona. Rassegna Internazionale d'Arte Contemporanea.
- XXVII Premio Vasto. Dall'Arte povera al Post-moderno.
- Minimostre: 10 artisti visti da 10 critici d'arte, ‘Victoria Hotel’, Cava dei Tirreni, (Caserta).
- Mostra collettiva, Galleria ‘Incontri in Arte’, Roma.
- Mostra collettiva, ‘Circolo Artistico Politecnico’, Napoli.

1996
- Mostra collettiva 40 anni di Accademia, ‘Pinacoteca World Aises’, Roma.
- Mostra La Pittura Colta in Italia. Anacronisti, citazionisti e ipermanieristi tra anni '80 e la fine del millennio, ‘Abbazia Olivetana’, Rodengo Saiano, Brescia.

1997
- Mostra collettiva di opere grafiche, presentate in occasione del Convegno Internazionale di Studi Umanistici, Sala Convegni, ‘Palazzo Comunale’, Sassoferrato.

### Mostre personali
1966
- Sala delle Esposizioni, Palazzo Comunale, Torre del Greco, (Napoli).

1969
- Galleria d'Arte M.A.V., Napoli.
- Galleria d'Arte La Tavolozza, Napoli.

1970
- Galleria d'Arte delle Colonne, Milano.
- Galleria d'Arte Matuzia, Sanremo.
- Galleria d'Arte Sagittario, Milano.

1971
- Galleria d'Arte San Marco, Diano Marina, (Imperia).

1972
- Galleria d'Arte Linea-Tempo, Messina.
- Studio d'Arte Turchetto, Napoli.
- Galleria d'Arte Davico, Torino.

1973
- Galleria d'Arte Matuzia, Sanremo.

1974
- Galleria d'Arte 23, Cremona.
- Galleria d'Arte 23, Brescia.

1975
- Galleria d'Arte San Michele, Brescia.
- Studio d'Arte Turchetto, Napoli.

1976
- Centro d'Arte Anfiteatro, Pozzuoli.

1977
- Galleria Arte Oggi, Palermo.

1978
- Galleria d'Arte Il Sagittario, Vicenza.
- Palazzo delle Esposizioni, Soresina, (Cremona).

1980
- Sala delle Esposizioni La Meridiana, Garlenda, Savona.

1982
- Sala delle Esposizioni del Centro d'Arte della Missione Cattolica Italiana St. Emmeran, Mainz.

1983
- Galleria d'Arte Aquarius, Cremona.

1984
- Casa Editrice Linee d'Arte Giada, Palermo.

1990
- Sala delle Esposizioni del Centro Arte Italiana per il Mondo, Torino

1991
- Galleria d'Arte San Michele, Brescia

1993
- Salone delle Carrozze, Palazzo Reale, Napoli.